# Dalongdong Shuiku
Dalongdong Shuiku är en reservoar i Kina. Den ligger i provinsen Guangdong, i den södra delen av landet, omkring 140 kilometer sydväst om provinshuvudstaden Guangzhou. Dalongdong Shuiku ligger 23 meter över havet. Arean är 6,7 kvadratkilometer. I omgivningarna runt Dalongdong Shuiku växer i huvudsak städsegrön lövskog. Den sträcker sig 5,7 kilometer i nord-sydlig riktning, och 5,2 kilometer i öst-västlig riktning.
Genomsnittlig årsnederbörd är 2 628 millimeter. Den regnigaste månaden är juni, med i genomsnitt 391 mm nederbörd, och den torraste är januari, med 29 mm nederbörd.